# Anópolis

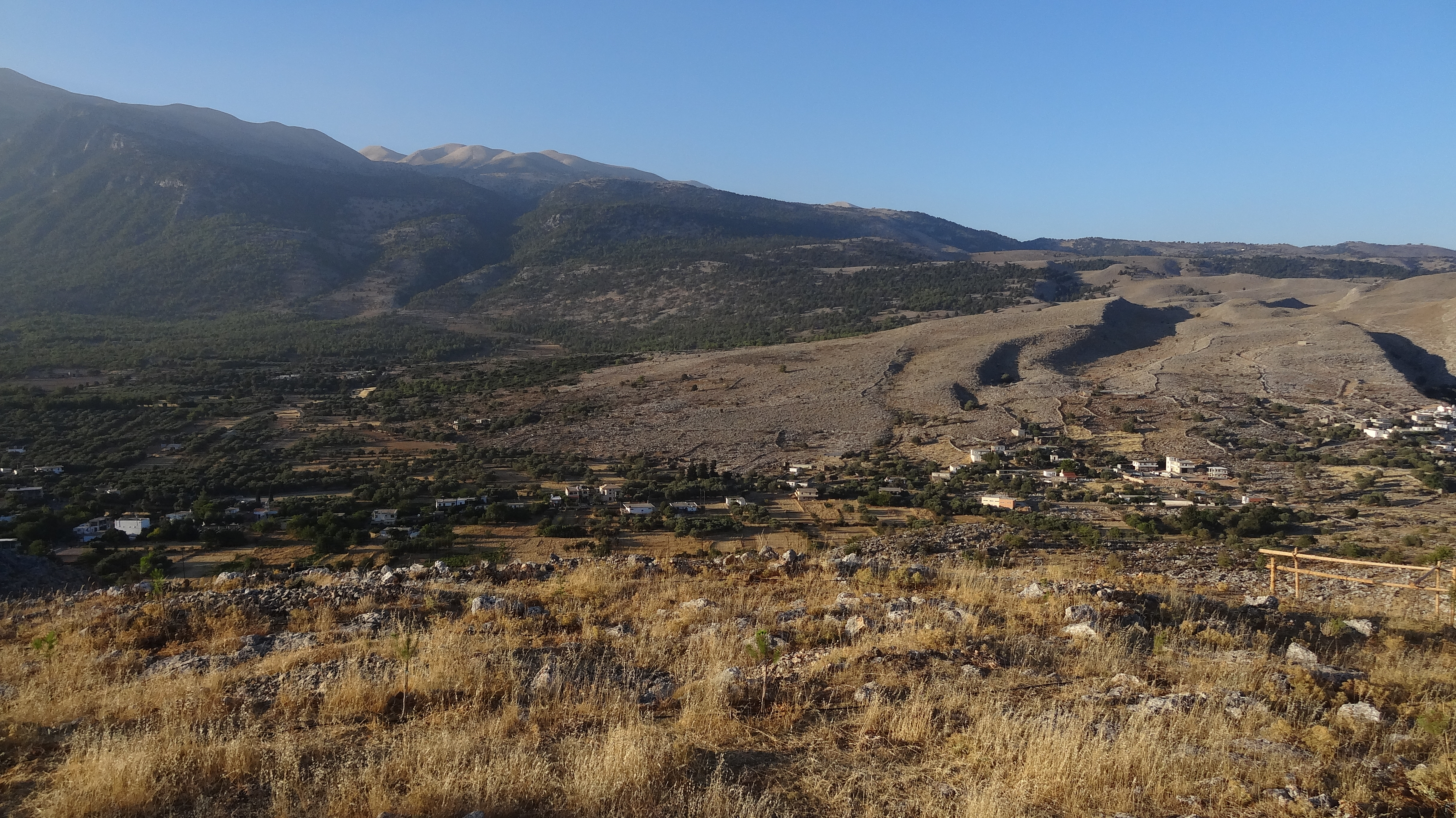
Vista desde Anópolis.

Anópolis (en griego, Ἀνώπολις "ciudad de arriba") es el nombre de un pueblo y comunidad local de Grecia situado en la parte sur de la isla de Creta, al norte de Lutró, perteneciente al municipio de Sfakia. En 2011 la localidad tenía una población de 242 habitantes y la comunidad local tenía 334. En su territorio se encuentran restos de una antigua ciudad que tenía su mismo nombre.

## Historia
Esteban de Bizancio señala que Anópolis era otro nombre de la ciudad llamada Araden, por lo cual ambos topónimos podrían identificar a la misma polis o también podría ser debido a una cierta confusión debido a la proximidad de las dos ciudades. Tanto Anópolis como Araden aparecen en la lista de teoródocos de Delfos. También se documenta Anópolis en un decreto de proxenía de Lappa del siglo II a. C.
Anópolis es mencionada en la lista de las ciudades cretenses que firmaron una alianza con Eumenes II de Pérgamo en el año 183 a. C.
No debe confundirse con otra población llamada Anópoli de la parte norte de Creta.